# Craspedosis latesignata
Craspedosis latesignata là một loài bướm đêm trong họ Geometridae.